# Lachlanella
Lachlanella es un género de foraminífero bentónico de la subfamilia Hauerininae, de la familia Hauerinidae, de la superfamilia Milioloidea, del suborden Miliolina y del orden Miliolida. Su especie tipo es Quinqueloculina (Lachlanella) cooki. Su rango cronoestratigráfico abarca desde el Rupeliense (Oligoceno inferior) hasta la Actualidad.

## Discusión
Clasificaciones más recientes han incluido Lachlanella en la subfamilia Quinqueloculininae de la familia Quinqueloculinidae.

## Clasificación
Lachlanella incluye a las siguientes especies:
- Lachlanella architectura
- Lachlanella barnardi
- Lachlanella bicostoides
- Lachlanella collenae
- Lachlanella compressiostoma, también considerada como Quinqueloculina compressiostoma
- Lachlanella cooki
- Lachlanella corrugata, también considerada como Quinqueloculina corrugata
- Lachlanella goesi
- Lachlanella nussdorfensis
- Lachlanella rebeccae
- Lachlanella undosa
- Lachlanella undulata
- Lachlanella variolata

Otras especies consideradas en Lachlanella son:
- Lachlanella bicornis, aceptada como Adelosina bicornis
- Lachlanella parkeri, aceptada como Quinqueloculina parkeri
- Lachlanella planciana, aceptada como Affinetrina planciana
- Lachlanella subpolygona, aceptada como Quinqueloculina subpolygona